# Zelle (Soziologie)
Als Zelle wird in der Soziologie eine geschlossene, meist autark agierende kleine Gruppe von Personen bezeichnet, die gleiche Zielsetzungen verfolgen. Meist verbindet sie auch eine ähnliche Weltanschauung und gesellschaftliche Stellung.
Beispiele sind:
- Aktionszellen einer Partei oder einer Bürgerinitiative
- religiös-gesellschaftlich motivierte Arbeitsgruppen, z. B. bei Marriage Encounter
- intensive kleine Arbeitsgruppen in einem Betrieb oder einer Freizeitunternehmung
- „Terrorzellen“ zur Vorbereitung von Attentaten.